# 1º Festival del Rock And Roll
Il 1º Festival del Rock And Roll è stata una manifestazione musicale italiana che si è svolta sabato 8 luglio 1961 al Teatro Maestoso di Roma; è passato alla storia come Festival dell'Urlo per la partecipazione di molti urlatori.

## La manifestazione
Il festival venne presentato da Fiorenzo Fiorentini, con Rosario Borelli.
I ventidue cantanti in gara erano accompagnati da cinque complessi a rotazione; le esibizioni erano suddivise in pomeridiane alle 17 e serali alle 21:30.
Tra gli ospiti del festival ricordiamo Adriano Celentano e Jack La Cayenne.
La manifestazione ebbe molto successo, e fu caratterizzata da alcuni eccessi dei cantanti: la sedicenne fiorentina Lidia La Gatta, ad esempio, al termine della sua esibizione si gettò direttamente sul pubblico, mentre Ghigo, accompagnato da I Ribelli, si esibì con la camicia aperta a torso nudo.

Ghigo e i Ribelli Roma 1961

## I cantanti in gara
- Rudy Anselmo (Fonit Cetra)
- Luciano Novesi (Fontana Records)
- Elsa Sala
- Ghigo (Primary)
- Guidone (Durium)
- Jo Fedeli (CGD
- Angela (IPM)
- Marisa Redi
- Rick Valente (IPM)
- Jerry Puyel (The Red Record)
- Cucciolo Di Lernia
- Clem Sacco (Durium)
- Riki Sanna (Tavola Rotonda)
- Silvano Silvi (Primary)
- Fausto Denis (The Red Record)
- Lydia La Gatta (Galleria del Corso)
- Tina Quarti
- Paula (Hollywood)
- Little Tony (Durium)
- Joe Tornado (Ideal Dischi)
- Freddie
- Malika

## I complessi accompagnatori
- I Ribelli
- I Novelty
- I Teenagers
- Pedro De Dios
- The Little Boys